# David Permut
David Alan Permut (* 23. März 1954 in New York City) ist ein US-amerikanischer Filmproduzent.

## Leben
David Permut wurde 1954 als eines von drei Kindern des Unternehmers Lee Permut in New York geboren. In den 1960er Jahren ließ sich die Familie in Los Angeles nieder. Als 15-Jähriger begann er damit, Landkarten mit den Adressen von Hollywood-Stars an Touristen zu verkaufen. Über seinen Vater lernte er den Filmproduzenten William „Bill“ Sargent Jr. kennen, der zu seinem Mentor wurde.
Während seines Studiums an der UCLA fand Permut eine Anstellung beim Produzenten Roger Corman und war später auch für eine Künstleragentur in Beverly Hills tätig. Dann meldete sich Bill Sargent nach mehreren Jahren wieder bei Permut und schlug eine Zusammenarbeit vor. Ihr erster Film war eine Aufzeichnung des Ein-Personen-Theaterstücks Give ‘em Hell Harry mit James Whitmore in der Hauptrolle des Harry S. Truman, das beide 1975 in einer Einstellung mit sechs Kameras im Moore Theatre in Seattle aufzeichnen ließen. Da kein Studio den Film verleihen wollte, boten Permut und Sargent ihn kurzentschlossen den Kinos direkt an. Bei Produktionskosten von knapp über 60.000 US-Dollar spielte der Film insgesamt 11,5 Mio. US-Dollar ein und brachte Whitmore außerdem eine Oscar-Nominierung als Bester Hauptdarsteller ein. Neben Spielfilmen produzierte er auch Sendungen wie Richard Pryor: Live in Concert (1979), die bei einem Budget von 300.000 US-Dollar über 32 Mio. Umsatz generierte. Nach diesen Erfolgen gründete er 1979 seine eigene Produktionsfirma und schloss einen Kooperationsvertrag mit Columbia Pictures ab. Das neue Unternehmen veröffentlichte allerdings erst drei Jahre darauf mit Tödliche Abrechnung einen ersten Spielfilm.
Seinen ersten echten Box-Office-Hit hatte Permut 1987 mit der Krimikomödie Schlappe Bullen beißen nicht, in der Dan Aykroyd und Tom Hanks die Hauptrollen übernahmen. Die blonde Versuchung fiel 1991 hingegen bei der Kritik durch und floppte entsprechend an den Kinokassen. 1992 produzierte Permut die Komödie Captain Ron und Alan J. Pakulas Thriller Gewagtes Spiel. Im gleichen Jahr schloss er einen hochdotierten Vertrag mit New Line Cinema ab.
1997 produzierte er John Woos Action-Blockbuster Im Körper des Feindes. Spätere Projekte konnten nur noch bedingt an diesen großen Erfolg anknüpfen. Permut erwarb sich den Ruf, vor allem „Mittelklasse“-Filme zu produzieren, womit er aber laut eigener Aussage „gut leben könne“. Erst 2017 konnte er mit der Produktion von Mel Gibsons Antikriegsfilm Hacksaw Ridge – Die Entscheidung wieder einen weltweiten Box-Office-Erfolg verbuchen. Gemeinsam mit William M. Mechanic war Permut bei der Oscarverleihung 2017 für den Oscar in der Kategorie Bester Film nominiert. Bereits 2016 wurden Permut, Mechanic, Paul Currie und Bruce Davey für den gleichen Film mit dem AACTA Award ausgezeichnet.
Permut ist seit 1999 mit John Seiber liiert und lebt im LA-Stadtteil Westwood und Palm Springs.

## Filmografie (Auswahl)
Produzent
- 1975: Give ‘em Hell Harry
- 1979: Richard Pryor: Live in Concert (Konzertfilm)
- 1982: Tödliche Abrechnung (Fighting Back)
- 1984: Augen in der Dunkelheit (Love Leads the Way: A True Story; Fernsehfilm)
- 1984: His Mistress (Fernsehfilm)
- 1987: Schlappe Bullen beißen nicht (Dragnet)
- 1991: A Triumph of the Heart: The Ricky Bell Story (Fernsehfilm)
- 1991: Die blonde Versuchung (The Marrying Man)
- 1991: Straße zum Glück (29th Street)
- 1992: Captain Ron
- 1992: Gewagtes Spiel (Consenting Adults)
- 1993: Die Aushilfe (The Temp)
- 1994: Surviving the Game – Tötet ihn! (Surviving the Game)
- 1996: Eddie
- 1997: Im Körper des Feindes (Face/Off)
- 2001: Die doppelte Nummer (Double Take)
- 2002: Route 52
- 2004: The Last Shot – Die letzte Klappe (The Last Shot)
- 2006: Die Farben des Herbstes (Local Color)
- 2006: Die verrückte Reise der Pinguine (Farce of the Penguins)
- 2007: Charlie Bartlett
- 2009: Youth in Revolt
- 2012: Vom Blitz getroffen (Struck by Lightning)
- 2014: Das Geheimnis des Balletttänzers (Match)
- 2016: Punching Henry
- 2016: Hacksaw Ridge – Die Entscheidung (Hacksaw Ridge)
- 2017: Der Polkakönig (The Polka King)
- 2019: The Investigation: A Search for the Truth in Ten Acts
- 2025: Twinless

Executive Producer
- 1987: Blind Date – Verabredung mit einer Unbekannten (Blind Date)
- 1992: Stumme Verzweiflung (Breaking the Silence; Fernsehfilm)
- 1993: Drei von ganzem Herzen (Three of Hearts)
- 1993: Money for Nothing
- 1994: Schneesturm im Paradies (Trapped in Paradise)
- 2008: Lauschangriff – My Mom’s New Boyfriend (My Mom's New Boyfriend)
- 2009: Prayers for Bobby (Fernsehfilm)
- 2014: The Color of Rain (Fernsehfilm)
- 2017: The Fabulous Allan Carr (Dokumentarfilm)